# 幹本雄之
幹本 雄之（みきもと ゆうじ、1948年3月15日 - ）は、日本の声優、俳優。新潟県出身。アーツビジョン所属。旧芸名および本名は宮下 勝（みやした まさる）。

## 経歴
東映演技研修所、黒沢良アテレコ教室、黒沢良事務所、吉沢演劇塾、劇団京、ぐるーぷえいと、江崎プロダクション、賢プロダクション、九プロダクション、オフィス・ワットを経てアーツビジョン所属。

## 人物
アニメを中心に幅広いキャラクターを演じている。「熱血漢のキャラクターは自分の持ち味が活かせる」という。今川泰宏監督のアニメにたびたび出演している。
趣味・特技はスポーツジム、野球、スキー、ドライブ。

## 出演

### テレビアニメ
1973年
- 科学忍者隊ガッチャマン
- ゼロテスター

1974年
- 昆虫物語 新みなしごハッチ
- 破裏拳ポリマー
- 星の子チョビン

1975年
- アラビアンナイト シンドバットの冒険（男3、船員B）
- 宇宙の騎士テッカマン（主任）
- フランダースの犬（職員、係員）

1976年
- タイムボカン（格さん）
- ブロッカー軍団IVマシーンブラスター（船員、船員A、親衛隊、運転手B、警官B、部下、戦闘員）
- ポールのミラクル大作戦（サーカス小僧）

1977年
- 家なき子
- 一発貫太くん（守田）
- 氷河戦士ガイスラッガー（ダガル少佐）
- ルパン三世 (TV第2シリーズ)（1977年 - 1980年）

1978年
- 宇宙戦艦ヤマト2（空間騎兵隊員）
- 科学忍者隊ガッチャマンII（ギャラクター）
- 宝島
- 未来少年コナン（船員）

1979年
- 科学忍者隊ガッチャマンF（ガンダ）
- サイボーグ009（第2作）（ジャコブ）
- ドカベン（子分C）
- ベルサイユのばら（1979年 - 1980年）

1980年
- 宇宙戦士バルディオス（1980年 - 1981年、幹部B、隊員A）
- 釣りキチ三平（小田切）
- 鉄腕アトム (アニメ第2作)（トルネード、タバスコ、指揮官）
- ニルスのふしぎな旅（ベルカレド）

1981年
- あしたのジョー2
- おはよう!スパンク

1982年
- 逆転イッパツマン（ガリバー）
- ときめきトゥナイト（医者C）
- 魔法のプリンセス ミンキーモモ（部長、署長、ギャングB、コンピューター）

1983年
- 伊賀野カバ丸（徳光、森中）
- キャッツ♥アイ（警官）
- 銀河疾風サスライガー（支配人、幹部、マッシュ）
- スペースコブラ（1982年 - 1983年）
- 魔法の天使クリィミーマミ（1983年 - 1984年、インストラクター、スタッフ 他）

1984年
- 星銃士ビスマルク（田所）
- 宗谷物語（幹部、副長）
- 超攻速ガルビオン（ダント）
- 魔法の妖精ペルシャ（アニキ、部下、リングアナウンサー）

1985年
- 蒼き流星SPTレイズナー（アッシュ、ガジール、アッテラ）
- 超獣機神ダンクーガ（速水）
- 北斗の拳（1985年 - 1987年、ジャンク、フウガ、部下A、ギュンター、グレン、ジェモニ、マスター、修羅） - 2シリーズ
- 六三四の剣（武者潔和）

1986年
- 三国志II 天翔ける英雄たち（武将）
- 聖闘士星矢（1986年 - 1988年、檄、バベル 他）
- タッチ（不良A、先生）
- ロボタン

1987年
- きまぐれオレンジ☆ロード（高校生）
- シティーハンター（荻野俊一）
- トランスフォーマー ザ☆ヘッドマスターズ（エイプフェイス、ブランカー）
- ハイスクール!奇面組（土昆丈）
- プロゴルファー猿（鬼淵）
- マシンロボ ぶっちぎりバトルハッカーズ（ヤーサンド）

1988年
- 魁!!男塾（林海）
- 闘将!!拉麵男（金角、高僧、旅人、金剛）
- 鉄拳チンミ（ドウコ、ディック・スタイナー）
- トランスフォーマー 超神マスターフォース（ダイバー）
- 名門!第三野球部（坂口）

1989年
- ジャングル大帝（エディ）
- 戦え!超ロボット生命体 トランスフォーマーV（ブラックシャドウ）
- ビックリマン（魔統ゴモランジェロ）

1990年
- 美味しんぼ（1990年 - 1993年、平野法明、審査員B） - 1シリーズ + 特別編2作品
- からくり剣豪伝ムサシロード（火縄のガエンマ）
- 八百八町表裏 化粧師（伊代助）
- ピグマリオ（ドルバローム）
- 笑ゥせぇるすまん（虫味一郎）

1992年
- キン肉マン キン肉星王位争奪編（ラーメンマン）
- 見ると強くなる 痛快!横綱アニメ ああ播磨灘（白鳳、天山）
- 横山光輝 三国志（闞沢）
- 笑ゥせぇるすまん（堂木学、半田課長）

1993年
- SLAM DUNK（野間忠一郎、村雨健吾、高野昭一）
- 忍たま乱太郎（奇王丸）

1994年
- 機動武闘伝Gガンダム（隊長）
- 七つの海のティコ（クーパー）

1995年
- 新機動戦記ガンダムW（ツバロフ）
- ストリートファイターII V（リン）

1996年
- 怪盗セイント・テール（田島）
- 名探偵コナン（1996年 - 2023年、湯田等、川田刑事、下村昌三、斉門高太郎）
- るろうに剣心 -明治剣客浪漫譚-（仁志田兵衛）

1997年
- 手塚治虫の旧約聖書物語（高官）
- 白鯨伝説（白鯨）

1998年
- AWOL -Absent Without Leave-（リーダー）
- 剣風伝奇ベルセルク（武官E、大臣ウ）
- デビルマンレディー（大統領補佐官）
- TRIGUN（ルラウド）

1999年
- カウボーイビバップ（パイロット）
- 週刊ストーリーランド（人事部長、管理者、支店長）
- モンスターファーム〜円盤石の秘密〜（サパット）

2001年
- HELLSING（パーカー少尉）

2002年
- 攻殻機動隊 STAND ALONE COMPLEX（署長）
- 七人のナナ（丸岡生活指導）

2003年
- キノの旅 -the Beautiful World-（詩人）
- ストラトス・フォー（取調官）

2004年
- サムライガン（鷲山藤十郎）
- 鉄人28号（村雨健次）
- MONSTER（ミュラー）

2005年
- 英國戀物語エマ（2005年 - 2007年、スティーブンス、男爵） - 2シリーズ

2008年
- コードギアス 反逆のルルーシュR2（カラレス公爵）
- 秘密 〜The Revelation〜（荻島茂）
- 魔法遣いに大切なこと 〜夏のソラ〜（桜井和彦）

2014年
- テラフォーマーズ（老人）

2018年
- レイトン ミステリー探偵社 〜カトリーのナゾトキファイル〜（2018年 - 2019年、ドリスタン）

2025年
- GUILTY GEAR STRIVE: DUAL RULERS（Dr.パラダイム）

### 劇場アニメ
1978年
- ルパン三世 ルパンVS複製人間（警官）

1984年
- 冒険者たち ガンバと7匹のなかま

1992年
- 機動戦士ガンダム0083 ジオンの残光（チャップ・アデル）

1994年
- スラムダンク（野間忠一郎）
- スラムダンク 全国制覇だ! 桜木花道（野間）

1995年
- スラムダンク 湘北最大の危機! 燃えろ桜木花道（野間）
- スラムダンク 吠えろバスケットマン魂!! 花道と流川の熱き夏（野間忠一郎）

1998年
- 機動戦艦ナデシコ -The prince of darkness-（シンジョウ）

2000年
- 機動戦士ガンダムII 哀・戦士編 特別版（ウラガン）
- 人狼 JIN-ROH

2007年
- 鉄人28号 白昼の残月（村雨健次）

2009年
- 名探偵コナン 漆黒の追跡者（アイリッシュ）

### OVA
1986年
- 蒼き流星SPTレイズナー（アッテラ）
- 機甲界ガリアン 鉄の紋章（兵士A）
- 湘南爆走族（原沢の父）
- 那由他（マキ）

1987年
- エルフ・17（長老）
- 禁断の黙示録 クリスタル・トライアングル（老師）
- 超獣機神ダンクーガ GOD BLESS DANCOUGA（速水）

1988年
- 沙羅曼蛇

1990年
- MOMOKO

1991年
- 機動戦士ガンダム0083 STARDUST MEMORY（チャップ・アデル）

1992年
- 銀河英雄伝説（ナイセバッハ）
- ジャイアントロボ THE ANIMATION -地球が静止する日（1992年 - 1998年、村雨健二、ナレーション）

1993年
- サンリオ世界名作映画館 ハローキティのアルプスの少女ハイジ（紳士）

1994年
- 素足のGinRei Episode.1 盗まれた戦闘チャイナを捜せ大作戦!!（村雨健二）

1996年
- 親鸞聖人と王舎城の悲劇（フルナ）

1997年
- 新機動戦記ガンダムW Endless Waltz（ツバロフ）

1998年
- 魔界転生（山中鉄斎）
- MASTERキートン（刑事A、店の主人）

2002年
- 七人のナナ 7時間目（丸岡雄之）

2017年
- 宇宙戦艦ヤマト2202 愛の戦士たち（大統領）※ODS作品

### Webアニメ
- Xenosaga II to III a missing year〜U.M.N.に封印されし真実の断片〜（2006年、艦長）

### ゲーム
1992年
- 超時空要塞マクロス2036（ナバルト・ジン）

1998年
- SDガンダム GGENERATION（1998年 - 2025年、レオン・リーフェイ、マニング、チャップ・アデル、連邦兵B〈F・PORTABLE〉） - 14作品
- 機動戦士ガンダム ギレンの野望（チャップ・アデル、連邦軍秘書官、連邦高官）

1999年
- 機動戦士ガンダム外伝 コロニーの落ちた地で…（レオン・リーフェイ）

2000年
- 機動戦士ガンダム ギレンの野望 ジオンの系譜（チャップ・アデル、レオン・リーフェイ、連邦士官B、連邦高官）

2001年
- ジオニックフロント 機動戦士ガンダム0079（マニング）

2002年
- 機動戦士ガンダム ギレンの野望 ジオン独立戦争記（チャップ・アデル）
- 機動戦士ガンダム戦記 Lost War Chronicles（レオン・リーフェイ）

2003年
- 第2次スーパーロボット大戦α（チャップ・アデル、連邦軍艦長、ネオ・ジオン艦長）

2004年
- 機動戦士ガンダム 戦士達の軌跡（マニング）
- スーパーロボット大戦GC（連邦軍士官、ムゲ士官、ポセイダル兵）
- 鉄人28号（村雨健次）

2005年
- 機動戦士ガンダム 一年戦争（カラハ）
- 第3次スーパーロボット大戦α 終焉の銀河へ（チャップ・アデル）
- 魔探偵ロキ RAGNAROK 魔妖画 〜失われた微笑〜（蘭道孝造）

2006年
- 機動戦士ガンダム スピリッツオブジオン（チャップ・アデル）※アーケード
- スーパーロボット大戦XO（連邦軍士官、ムゲ士官、ポセイダル兵）

2007年
- GUILTY GEAR 2 OVERTURE（Dr.パラダイム）

2008年
- 機動戦士ガンダム ギレンの野望 アクシズの脅威（チャップ・アデル、レオン・リーフェイ、連邦士官B）
- スーパーロボット大戦Z（ジオン艦長）

2009年
- テイルズ オブ グレイセス（アストン・ラント）

2011年
- 機動戦士ガンダム 新ギレンの野望（チャップ・アデル、レオン・リーフェイ、連邦士官B）

2014年
- 機動戦士ガンダム サイドストーリーズ（レオン・リーフェイ、マニング）

2022年
- 機動戦士ガンダム U.C. ENGAGE（チャップ・アデル）

### ドラマCD
1988年
- 吸血鬼ハンター D-妖殺行（村の長老）

1994年
- ドラゴンクエスト列伝 ロトの紋章 コミックCD（ギラン、フルカス）

1995年
- シャルルに捧げる夜想曲（コリーン氏）

1996年
- クォ・ヴァディス ドラマCD 
  - ボリューム4「戦場の再会」
  - ボリューム5「ブルト＝コッホの暗雲」
  - ボリューム6「最後の戦い」

2003年
- 金のヒマワリ（所長）

2006年
- Snow Flower スノーフラワー（雪の父）

2008年
- オトダマ-音霊-（御木本管理官）

2011年
- テイルズ オブ グレイセス エフ 2011 Summer 夜祭り編（アストン・ラント）

### 吹き替え

#### 映画
- アーネスト、クリスマスを救え!（カール、チケット取扱い人）
- 愛と哀しみのボレロ
- 愛と死の間で（スーパーの店員〈レイモンド・クルス〉）※ソフト版
- アウト・フォー・ジャスティス（サミー〈ジャンニ・ルッソ〉、車椅子のチャス）※ソフト版
- アウトランド
- アウトロー ※TBS版
- 悪魔たち、天使たち（マウリシオ〈サム・ヴァルホス〉）
- アサシン 暗・殺・者（ファハド・バフティヤール〈リチャード・ロマナス〉）※ソフト版、（店主〈ジェフリー・ルイス〉）※テレビ朝日版
- アトミック・トレイン（トム〈マイケル・トムリンソン〉）※ソフト版
- あなたに逢いたい（エイミーの父〈デヴィッド・ラッシュ〉）
- アビス（ソニー〈J・C・クイン〉）※フジテレビ版
- アメリカン・アウトロー（ドク・ミムズ〈ロニー・コックス〉）
- アメリカン・プレジデント
- アラビアのロレンス ※テレビ朝日版
- アルカトラズからの脱出
- アンカーウーマン（ビュフォード・セルス〈ノーブル・ウィリンガム〉）
- 暗殺者（神父）※テレビ朝日版
- アンダー・ファイア
- アンドレ/海から来た天使（ジョン・ミラー）
- EVE -イヴ-（カーティス司令官〈マイケル・グリーン〉）
- 愛しのロクサーヌ（ディーブス町長〈フレッド・ウィラード〉）※TBS版
- イレイザー（ジェームス・ハガーティ〈パトリック・キルパトリック〉）※ソフト版
- インデペンデンス・デイ（グレン・パーネス〈ロバート・パイン〉、主任）※テレビ朝日版
- ヴァーチャル・シャドー 幻影特攻（ホウ博士）
- ウエスト・サイド物語（シュランク警部補〈サイモン・オークランド〉）※TBS新録版
- ウェルカム・トゥ・サラエボ（ハルニア）
- 宇宙戦争（ウォッシュ・ペリー〈ウィリアム・ピップス〉）※テレビ東京版
- 海を飛ぶ夢（ホセ〈セルソ・ブガーリョ〉）
- 浮気なシナリオ（イアン・ハバード）
- 運命の逆転（ピーター・マッキントッシュ〈ジャック・ギルピン〉）
- エア★アメリカ（ジャック・ニーリー〈アート・ラフルー〉）
- エアポート'77/バミューダからの脱出 ※日本テレビ版
- エアポート'80
- エイリアン2（リッコ・フロスト〈リッコ・ロス〉）※テレビ朝日版
- エイリアン3（グレゴール〈ピーター・ギネス〉）※フジテレビ版
- エース・ベンチュラ（ロック）※ソフト版
- エイリアン・ネイション2（アポズノ〈スコット・パターソン〉）
- エクスカリバー
- エグゼクティブ・ターゲット（ニック・ジェームズ〈マイケル・マドセン〉）※ソフト版
- エグゼクティブ・デシジョン（エル・サイド・ヤファ〈アンドレアス・カツーラス〉）※ソフト版
- エネミー・ライン（エジャプ〈サラエティン・ビラール〉）※フジテレビ版
- エレファント・マン（牛乳配達）
- エンゼル・ハート（デイモス刑事〈プルイット・テイラー・ヴィンス〉）※フジテレビ版
- オーバー・ザ・トップ ※TBS版
- 黄金作戦 追いつ追われつ（ハリー・シットウェル）
- 狼男アメリカン（ショーン）
- 狼たちの街（エディ・ホール〈マイケル・マドセン〉）※ソフト版
- 狼よさらば
- おかしな関係（アリ）
- オペラ座の怪人
- オレはギャング ガーディニア（シザロ、床屋、組織の男2）
- オン・ザ・ラン/非情の罠（タリー）
- カーリー・スー ※日本テレビ版
- 海賊船（コリン・キャンベル）
- 課外教授（保安官助手〈ウィリアム・キャンベル〉）
- カジノ（オスカー・グッドマン）
- 風と共に去りぬ ※JAL機内上映版
- 合衆国最後の日（ルイス・カネリス中尉〈モーガン・ポール〉）
- 合衆国崩壊の日（グレイ〈コービン・バーンセン〉）
- カットスロート・アイランド ※ソフト版
- カナディアン・エクスプレス（ジェームズ・ドルベック〈ケヴィン・マクナルティ〉）※ソフト版
- ガバリン（警官〈アラン・オートリー〉）
- カリフォルニア・ドールズ
- 危険な天使たち
- 奇跡が降る街（ルイ・トゥッチ）
- 騎兵隊（リチャード・グレイ少佐）※TBS新録版
- キャノンズ（修道士〈ロバート・アーヴィン・エリオット〉）
- キャラバン（クランドル大使〈ジョゼフ・コットン〉）
- キラー・エリート（ハミルトン）
- キルトに綴る愛（アーサー〈リップ・トーン〉）
- クエスト（バーテンダー）
- グッドモーニング, ベトナム（ウィルキー）※フジテレビ版
- クラッシャー/大津波（クラーク捜査官）
- クリフハンガー（ウォルター・ライト部長〈ポール・ウィンフィールド〉）※BSジャパン版
- グレート・ウォリアーズ/欲望の剣（傭兵ミエル〈サイモン・アンドリュー〉）
- クロッシング（ジョン・マシュー・ホイットマン〈ジェームズ・レマー〉）
- 黒豹天下/ブラックパンサー（レッド・ウルフ〈ユン・ワー〉）
- 軍事機密 パトリオット（ラッセル検事〈デヴィッド・シャーウッド〉）
- ケーブルガイ
- 刑事ジョン・ブック 目撃者 ※テレビ朝日版
- 刑事ニコ/法の死角（オハラ巡査〈マイク・ジェームズ〉）※ソフト版
- 刑事ベルモア/共謀者（キルジョイ）
- 訣別の街（アルバート・ホリー）
- 検事Mr.ハー/俺が法律だ（裁判長〈ロイ・チャオ〉）
- ゴースト/ニューヨークの幻（ゴースト〈J・クリストファー・サリヴァン〉）※ソフト版
- コールド・ブラッド/殺しの紋章（カルメロ・ロッシ〈ロバート・モディカ〉）
- 恋人たちの予感（ジュリアン）※ソフト版
- 氷の微笑（内務調査官〈ミッチ・ピレッジ〉）※旧ソフト版
- ゴッド・ギャンブラー（シング〈ン・マンタ〉、クロック）※VHS版
- ゴッド・ギャンブラー 完結編（ドラゴン〈チャールズ・ヒョン〉）※VHS版
- ゴッドファーザー ※日本テレビ版
- コマンドー（ジャクソン〈ボブ・マイナー〉、小隊長 他）※テレビ朝日版
- ゴリラ ※テレビ朝日版
- 殺したい妻たちへ（ワン会長〈バリー・ウォン〉）
- 殺し屋ハリー/華麗なる挑戦
- コロンブス（ヴィンセント・ピンソン）
- 最後の絞殺魔 ブロンド美女謎の猟奇連続殺人（ディック〈ジョン・デューイ・カーター〉、デヴィット、警官1、刑事2）
- サイゴン（アームストロング大佐〈スコット・グレン〉）
- サイバーテックP.D.（レオン）
- サイレンサー/待伏部隊
- ザ・ターゲット（ブライス〈ポール・グリーソン〉）
- 殺人魚フライングキラー（ロバート・ヘイワード）※テレビ朝日版
- 殺人療法（ミード）※VHS版
- ザ・ディープ（スレイク〈ディック・アンソニー・ウィリアムズ〉）※テレビ朝日版
- ザ・デイ・アフター
- ザ・パッケージ/暴かれた陰謀（チンピラ）
- ザ・ビジター（警部）
- ザ・ファントム/地獄のヒーロー4
- サブウェイ・パニック（Mr.ブラウン〈アール・ハインドマン〉）
- ザ・フライ2 二世誕生
- サムライ（ジャック〈ジャック・ルロワ〉）※テレビ東京版
- さらば、わが愛/覇王別姫（張公公）
- サルバドル/遥かなる日々
- サンタリア 魔界怨霊
- シー・オブ・ラブ（ストラック〈ジーン・キャンフィールド〉）※ソフト版
- シークレット・オブ・アメリカ（ドミニク・カタニア〈ロバート・ミアノ〉）
- シークレット・レンズ（ホーマー〈ジョン・サクソン〉）
- JFK ※テレビ朝日版
- ジェイコブス・ラダー（ジョージ〈ヴィング・レイムス〉）※日本テレビ版
- ジェロニモ
- 始皇帝暗殺（刀鍛冶の男1）
- 地獄で眠れ
- 地獄の戦線（ハウ大佐〈ポール・ラントン〉）※テレビ東京版
- 史上最大の作戦（ファビアン）※日本テレビ版
- 史上最大のスーパー・チャンピオン（ベラミー教授）
- シティ・スリッカーズ（クッキー〈トレイシー・ウォルター〉）※テレビ東京版
- 死の標的（医師〈アール・ボーエン〉、神父）※フジテレビ版
- 死の氷壁（ローソン）
- ジャガーノート
- ジャッジ・ドレッド（ミラー所長）※ソフト版、（ガイガー〈イアン・デューリー〉）※フジテレビ版
- シャドー（ファーリー・クレイモア〈ティム・カリー〉）※VHS版
- シャドー・ウォリアーズ/地獄の要塞（ロイ・ブラウン〈カール・ウェザース〉）
- ジャングル 2 ジャングル（船頭）
- 上海1920 あの日みた夢のために（デヴィッド・ジョンソン・スミス）
- シャンプー台のむこうに（ノア〈デイビッド・ブラッドリー〉）
- 13日の金曜日 PART3
- 十二人の怒れる男（係官）※日本テレビ版
- 出獄
- ショーガール（アル・トーレス〈ロバート・デヴィ〉）
- ジョーズ3
- ショーン・コネリー/盗聴作戦（メディック、刑務所のガード、探偵、巡査部長の部下）
- 小公子（トーマス〈クリストファー・ボーエン〉）
- 少林寺武者房（リュウ）
- 真実の瞬間（レイ・カーリン〈トム・サイズモア〉）
- シンドラーのリスト
- スター・ウォーズ エピソード5/帝国の逆襲（ワイロン・サーパー〈バーネル・タッカー〉）※日本テレビ版
- スタークリスタル（ターキン卿）
- スターリングラード（フリューゲル曹長）
- ステート・オブ・グレース（ジミー・カヴァロ）※VHS版
- スティング（デューク）※テレビ朝日版
- ストリート・オブ・ファイヤー（クーリー巡査、ピート）※フジテレビ版
- ストリートファイター（ハンマー男〈フランク・マクレー〉）
- スピーシーズ 種の起源 ※テレビ朝日版
- スピード（ボブ、重役3）※フジテレビ版
- スペースキャット（ウィンガー〈アラン・ヤング〉、アンダーソン大尉）
- スラップ・ショット（バークレー・ドナルドソン）※フジテレビ版
- ゼイリブ（親方〈ノーマン・オールデン〉）
- ゼブラ軍団（クレイモア警部〈クレイ・タナー〉）※DVD版
- 戦場にかける橋 ※フジテレビ版
- センダー/超誘導体（ロックウッド〈スティーヴン・ウィリアムズ〉）
- ダーティハリー2（マイク・グライムズ〈ロバート・ユーリック〉）※テレビ朝日版
- ターミネーター（路地裏の警官、電話の男）※VHS版
- ターミネーター2（エンリケ〈カスチュロ・ゲッラ〉、カイル・リース〈マイケル・ビーン〉[24]）※フジテレビ版
- 大災難P.T.A.（ウィチタの空港グランドスタッフ〈ベン・スタイン〉、州警察官〈マイケル・マッキーン〉）
- 大西部無頼列伝（ギターノ〈ジョセフ・P・ペルスアド〉）※TBS版
- ダイ・ハード（ガードマン）※テレビ朝日版
- ダイ・ハード2（オズボーン・コクラン）※テレビ朝日版
- 大陸横断超特急 ※テレビ朝日版
- 誰が為に鐘は鳴る ※TBS版
- タクシードライバー ※TBS版
- タップス（スチュアート）
- 007/ダイヤモンドは永遠に（ピーター・フランクス〈ジョー・ロビンソン〉）※TBS旧録版
- 007は二度死ぬ（ヒューストンオペレーター〈デヴィッド・ヒーリー〉）※TBS版
- ダブルチーム
- ダブルボーダー
- 弾丸特急ジェット・バス（ジャック〈ハワード・ヘスマン〉）
- ダンク・ブラザース/脱線ファンにご用心（大家のニック〈スティーブ・スウィーニー〉、トニー・シェパード）
- ダンス・ウィズ・ウルブズ ※日本テレビ版
- 小さな目撃者
- チェイサーズ（ボグ長官〈シーモア・カッセル〉）
- 父の祈りを（バーカー看守長〈ジョン・ベンフィールド〉）
- 沈黙の逆襲（コナー・ウェルズ〈ステフ・デュヴァル〉）
- 沈黙の戦艦（キャラウェイ、エンジンルーム当直士官）※ソフト版
- 沈黙の要塞（ハロルド〈デヴィッド・セルバーグ〉）※ソフト版
- ツイン・タウン
- D.N.A.IV（ジョンソン〈スティーヴン・マクト〉）
- デイズ・オブ・サンダー ※ソフト版
- ディスクロージャー（ジョン・コンリー・Sr〈エドワード・パワー〉）※テレビ朝日版
- ティン・カップ（ブーン）※ソフト版
- デッドフォール（ホームズ分署長〈エドワード・バンカー〉）※テレビ朝日版
- 天才マックスの世界（アーニー〈アル・フィールダー〉）
- 天山回廊 ザ・シルクロード（バルトク）
- トータル・リコール（エージェント）※テレビ朝日版
- トゥームストーン
- 逃亡者（アレクサンダー・レンツ医師）※テレビ朝日版
- トゥルー・カラーズ（バート・タック医師）
- ドク・ソルジャー/白い戦場（監察長官〈ノーブル・ウィリンガム〉）※テレビ東京版
- ドク・ハリウッド（ジョン・クロフォード）※ソフト版
- トップガン（スライダー）※フジテレビ版
- ドラゴン/ブルース・リー物語（ルーク・サン〈オン・スーホン〉）※テレビ朝日版
- ナイトメア・シティ（ドナヒュー大佐〈マヌエル・ザルゾ〉）
- ナチュラル・ボーン・キラーズ（キャヴァノー〈プルイット・テイラー・ヴィンス〉、ソニー〈リチャード・ラインバック〉）
- ナビゲイター（ハワード氏〈リチャード・リバティー〉、家族連れの父親 他）※日本テレビ版
- NY検事局
- 摩天楼はバラ色に（ロン〈ビル・ファッガーバッケ〉、ハーレイ・マクマスターズ）※TBS版
- ネゴシエーター（クラレンス・ティール〈ポール・ベン＝ヴィクター〉）※ソフト版
- ネバーエンディング・ストーリー 第2章 ※テレビ朝日版
- ノー・トゥモロー（ゴードン・ブレイク〈マイケル・グレン〉、ミン〈ジョージ・チェン〉）
- ハートブレイク・リッジ 勝利の戦場（ロイ・ジェニングス〈ボー・スヴェンソン〉）※テレビ朝日版
- バーニーズ あぶない!?ウィークエンド（マーティ）
- バーニング（インターン）
- パーフェクト・カップル（ローレンス・ハリス〈ケヴィン・クーニー〉）
- パーフェクト・ワールド（知事、トム・ヘンドリックス）※ソフト版
- ハーレーダビッドソン&マルボロマン（アレクサンダー〈ダニエル・ボールドウィン〉）※VHS版
- ハーレム・ナイト（シムズ）※ソフト版
- バカルー・バンザイの8次元ギャラクシー（ウィドマーク大統領〈ロナルド・レイシー〉）
- バック・トゥ・ザ・フューチャー（デヴィッド・マクフライ〈マーク・マクルーア〉、マッチ〈ビリー・ゼイン〉）※テレビ朝日版
- バックドラフト ※フジテレビ版
- バッド・ガールズ ※テレビ朝日版
- バットマン（ヴィニーの弁護士）※ソフト版
- バットマン リターンズ（ジョシュ）※ソフト版
- パトリオット・ゲーム ※フジテレビ版
- バトルガンM‐16（ダニー・モレノ）
- バトルランナー（トニー〈カート・フラー〉）※フジテレビ版
- ハノーバー・ストリート 哀愁の街かど
- ハリーとトント（ジュニア〈クリフ・デ・ヤング〉）
- ハリウッドにくちづけ（マーティ・ウィーナー〈ゲイリー・モートン〉）
- 遙かなる帰郷（ダガータ〈アンディー・ルオットー〉）
- ハワード・ザ・ダック/暗黒魔王の陰謀（リッチー〈リチャード・エドソン〉）※フジテレビ版、（リッチー〈リチャード・エドソン〉、ラリー〈デヴィッド・ペイマー〉）※TBS版
- パワープレイ（ヒルズマン）
- PTU（ギョロメ〈エディ・コー〉）
- ヒート（ボスコ〈テッド・レヴィン〉）※テレビ朝日版
- ビッグ（フロント、重役(2)）※テレビ東京版
- ビッグ・グリーン/でこぼこイレブン大旋風（ビショップ署長、審判）
- ビッグ・ボス（アンジェロ・ジェナ）
- 必死の逃亡者（フレデリック警部補〈レイ・ティール〉）※テレビ東京版
- ヒドゥン（車のセールスマン）
- ビバリーヒルズ・コップ3（ポルシェの持ち主〈バーベット・シュローダー〉）※テレビ朝日版
- 評決
- ヒンデンブルグ（ディムラー）※TBS版
- ファイティング・キッズ（レオ）
- ファイナル・オプション（フロイント大尉〈アルバート・フォーテル〉、バーマン）※テレビ朝日版
- ファイヤーフォックス（ソ連軍将校 他）※TBS版
- フィールド・オブ・ドリームス（スウィード・リスバーグ）※VHS版
- フィラデルフィア（ケネス・キルコイン）
- フィラデルフィア・エクスペリメント（ボイヤー巡査）※テレビ朝日版
- フォー・フレンズ/4つの青春（ティレル、男A、TVアナ）
- 復讐の処刑コップ（パネーラ）※VHS版
- 不時着（ポール・ホルドリス）
- ふたり（アラブ人①）※TBS版
- プラスティック・ナイトメア/仮面の情事（支配人コスタ〈セオドア・ビケル〉）
- ブラック・リバー（リチャード・クランチ〈スコット・ハイランズ〉）
- フラッド ※日本テレビ版
- プラトーン（テックス〈デヴィッド・ナイドルフ〉）※テレビ朝日版
- ブラニガン（アル・ドレクセル）
- フラバー（スクリーンの男3、アンパイア、マスコットのアーニー）
- フランティック（ウィリアムズ〈ジョン・マホーニー〉）※テレビ朝日版
- プリティ・リーグ（デイヴ・フーチ〈エディ・ジョーンズ〉）※ソフト版
- プリフォンテーン（ビル・デリンジャー〈エド・オニール〉）
- ブルージーン・コップ（サム・ワルデン）※VHS版
- ブルース・ブラザース（スティーヴ・クロッパー）※フジテレビ新録版
- ブレインストーム（ハウ大佐）
- プレデター（ブレイザー・ワン、ゲリラ〈ウィリアム・H・バートン・ジュニア〉）※フジテレビ版、（パイロット〈ケヴィン・ピーター・ホール〉）※テレビ朝日版
- プロジェクト・イーグル（フランク〈マーク・エドワード・キング〉）※ソフト版
- プロムナイト（スリック）
- ペイルライダー（ラフッド一家の手下、村人 他）
- ベルボーイ狂騒曲/ベニスで死にそ〜（ロッシ〈ジム・カーター〉、飛行機の男性）
- ホーム・アローン（スネーク）※フジテレビ版
- ホーム・アローン2（「ディン・ダン・ドン」の司会者）※フジテレビ版
- ホーリーマン（アシスタントディレクター）
- ボディ・ダブル
- ポリス・ストーリー2/九龍の眼（チュウ・タオ〈チュウ・ヤン〉）※VHS版
- ポリス・ストーリー3（署長〈フィリップ・チャン〉）
- 香港発活劇エクスプレス 大福星（歯科医）
- マーキュリー・ライジング（マーティン・リンチ〈ジョン・キャロル・リンチ〉）※ソフト版
- マーティン・シーンの da ゴーストになったパパ（中年のオリヴァー）
- マーフィの戦い
- マイク・ザ・ウィザード（スティーヴ）
- マイ・フレンド・フォーエバー ※ソフト版
- マスターズ/超空の覇者（ジュリーの父〈ウォルター・スコット〉）※テレビ東京版、（ブレイド）※テレビ朝日版
- マッカーサー ※TBS版
- まぼろしの市街戦
- マンハッタン（ジェリー〈ヴィクター・トゥルーロ〉）
- ミート・ザ・フィーブル 怒りのヒポポタマス（シドニー）
- ミート・ザ・ペアレンツ（動物保護センターの職員〈ピーター・バートレット〉）
- ミクロキッズ ※ソフト版
- ミシシッピー・バーニング ※テレビ朝日版
- ミズーリ・ブレイク（ケーリー〈フレデリック・フォレスト〉）
- ミスター・サタデー・ナイト（ギンベル氏）
- ミッション（フィールディング宣教師〈リーアム・ニーソン〉）
- 身代金（ジャック・シックラー捜査官〈マイケル・ガストン〉）※ソフト版
- ミュータント・ニンジャ・タートルズ2 ※ソフト版
- ミレニアム/1000年紀（イライ・サイベル〈セドリック・スミス〉、バッファロー評議員〈クリス・ブリトン〉）
- 名探偵登場（マルセル〈ジェームズ・クロムウェル〉）
- めぐり逢い（シェルドン〈ハロルド・レイミス〉）
- メジャーリーグ2（ジェシー〈ジェシー・ベンチュラ〉）
- 黙秘 ※ソフト版
- モッド・スクワッド（ボブ・マザシェッド〈リチャード・ジェンキンス〉）
- モンテ・ウォルシュ（パウダー〈ビリー・グリーン・ブッシュ〉）
- 野獣戦争
- 勇気ある追跡（ブーツ・フィンチ）※テレビ東京版
- 勇気あるもの（トム・マードック大尉〈ジェームズ・レマー〉）
- ユナイテッド・トラッシュ
- ユニバーサル・ソルジャー（ベトナム陸軍士官、ガソリンスタンドの店主）※ソフト版
- 夢を生きた男/ザ・ベーブ（ジャック・ダン〈J・C・クイン〉）※ソフト版
- 48時間 ※テレビ朝日版
- ラスト・ボーイスカウト（路地裏の殺し屋）※ソフト版
- ラッシュアワー（スタッキー〈ジョン・ホークス〉）
- 乱気流/タービュランス（サミュエル・ボウエン機長〈ベン・クロス〉[25]）※ソフト版
- ランボー ※テレビ朝日版
- ランボー/怒りの脱出 ※日本テレビ版
- リーサル・ウェポン3 ※ソフト版
- リトル・ビッグ・フィールド（ジェリー・ジョンソン）
- ルトガー・ハウアー 処刑脱獄（レオ・メヤリング）※テレビ東京版
- 霊幻道士2 キョンシーの息子たち!（学者〈フォン・ツイフェン〉）
- レイダース/失われたアーク《聖櫃》 ※ソフト版
- レザレクション（園長）
- レスリー・ニールセンのドラキュラ（マーティン〈マーク・ブランクフィールド〉）
- レッド・スコルピオン ※ソフト版
- レッドブル ※テレビ朝日版
- ロジャー・ムーア/冒険野郎（シルヴァ）※TBS版
- ロッキー5/最後のドラマ（ベンソン）※VHS版
- ロックアップ（マストロン）※ソフト版
- ロック・スター（クリスの父〈マイケル・シェイマス・ワイルズ〉）
- ロビン・フッド ※フジテレビ版
- ロボコップ2 ※テレビ朝日版
- ロマンシング・アドベンチャー/キング・ソロモンの秘宝（マパカイ）※テレビ東京版
- ワーキング・ガール（ジム〈ザック・グルニエ〉）※テレビ朝日版
- ワーロック（ビリー・ギャノン〈フランク・ゴーシン〉）※テレビ朝日版
- 鷲は舞いおりた（ハンス）
- 私が愛したギャングスター（コーン〈トニー・コールマン〉、マッケイル検事）
- わたしは目撃者
- ワンス・アポン・ア・タイム・イン・チャイナ 天地大乱（リク〈デヴィッド・チャン〉、トムソン博士）

#### ドラマ
- アメリカン・ヒーロー
- アリー my Love
- X-ファイル
  - パイロット版（ネムマン医師〈クリフ・デ・ヤング〉）※ソフト版
  - シーズン3（マナーズ刑事）
- NYPDブルー（グレッグ・メダボイ刑事〈ゴードン・クラップ〉）
- 絹の疑惑 シルク・ストーキング（ビニー・ルチェルノ / ジョーイ・V〈ジョセフ・カリ〉）
- キャッスル 〜ミステリー作家は事件がお好き シーズン3 - 7（ジム・ベケット（ケイトの父）〈スコット・ポーリン〉）
- クリミナル・マインド FBI行動分析課
  - シーズン2 #4（ウォレスFBI捜査官〈デビッド・ファブリツィオ〉）
  - シーズン5 #3（レイ・フィネガン〈ウィリアム・サドラー〉）
- 刑事コロンボシリーズ
  - 刑事コロンボ 死の方程式（警官）
  - 刑事コロンボ 白鳥の歌（空港の警備係）
  - 刑事コロンボ ハッサンサラーの反逆（検視官）
  - 刑事コロンボ 攻撃命令（スタイン巡査〈エド・ベグリー・ジュニア〉）
  - 新・刑事コロンボ かみさんよ、安らかに（エーブ）
  - 新・刑事コロンボ 狂ったシナリオ（スタンレー）
  - 新・刑事コロンボ 犯罪警報（アンディ、ジョン）
  - 新・刑事コロンボ 4時2分の銃声（ゴードン・マディソン上院議員）
- 警部マクロード #13
- ザ・コミッシュ（クレイトン・マーシャル）
- ザ・パシフィック（マクマスキー中佐〈ビル・ヤング〉）
- ザ・プリテンダー 仮面の逃亡者（アックス〈マイク・スター〉）
- ザ・ホワイトハウス シーズン4（スチュー）
- 三国志演義（曹洪）
- 三国志 Three Kingdoms（黄権）
- CSI:科学捜査班（コンラッド・エクリー〈マーク・ヴァン〉）
- ジェシカおばさんの事件簿
  - ある日ビックリハウスで（ネッド・オブライエン〈エリック・サーバー〉）
  - クラリネットのすすり泣き（エディ・ウォルタース〈スタン・ショウ〉）
  - サーカスに死が訪れる（レン・チャイルズ保安官〈グレッグ・ヘンリー〉）
- 事件記者ルー・グラント（デニス・“アニマル”・プライス〈ダリル・アンダーソン〉）
- シャーロック・ホームズの冒険 赤髪連盟（男、本屋主人）
- 私立探偵マグナム シーズン1 #18（ロジャー）
- 新アウターリミッツ（運送屋）
- 新80日間世界一周（レイシー〈ブルース・トロイ・デイヴィス〉）※NHK版
- 新・ヒッチコック劇場 パイロット版（ビリー〈リチャード・ラインバック〉）
- スーパーナチュラル シーズン9 #1
- スタートレック:ディープ・スペース・ナイン（デュカット〈マーク・アレイモ〉）
- スタートレック:ヴォイジャー（オザール大使〈ブライアン・ジョージ〉）
- スティーヴン・キングのゴールデン・イヤーズ（ビリー・デロー）
- ダークエンジェル シーズン1 #9（ホルヘ）※ソフト版
- 第一容疑者7 裁かれるべき者（アウトボード）
- 地上最強の美女バイオニック・ジェミー
- チャタレイ夫人の恋人（フィールド）
- 超音速ヒーロー ザ・フラッシュ（マイケル・フランシス・マーフィ巡査〈ビフ・メイナード〉）※日本テレビ版
- ツイン・ピークス（アンディ・ブレナン保安官助手〈ハリー・ゴアス〉）
- ツイン・ピークス The Return（アンディ・ブレナン保安官助手〈ハリー・ゴアス〉）
- 特捜刑事マイアミ・バイス
  - シーズン1 #7（ニック・パパス）、#14（マー・セク）、#22
  - シーズン3 #3（フランク・アリオラ）、#4（カーロ・アマッティ）、#21（チャック・コルビー）、#22（サラザール）
  - シーズン4 #3（リフトン）、#10（マイク・デュヴァル）
- 特捜班CI-5
  - おやじを狙う殺し屋はどんな奴だ!!（ハービンジャー〈エド・ビショップ〉）
  - 作戦暗号名スージー その女を保護せよ（ソマーフィールド〈ジョン・ライン〉）
  - 影武者の影武者 じゃ本物は誰だ!（チャーリー〈トミー・ボイル〉）
- ドクタークイン 大西部の女医物語（ホレス・ビング〈フランク・コリソン〉）
- Dr.HOUSE シーズン3（マイケル・トリッター捜査官〈デヴィッド・モース〉）
- 特攻野郎Aチーム（ロバート'ロビー'ヒックス）
  - シーズン1 #3（スニード）
  - シーズン3 #7（ライカー〈ソニー・ランダム〉）
  - シーズン4 #11（コッブ）
- トップモデル諜報員 カバー・アップ（コルバー、サイモン・ロック〈ジョージ・レーゼンビー〉、カルビン・タイラー〈ジム・ブラウン〉）
- ナイトライダー シーズン1 #2（パーキンス軍曹）
- 犯罪捜査官ネイビーファイル（スノットグラス判事 他）
- ヒューストン・ナイツ（マロリー）
- ヒルストリート・ブルース
  - シーズン1 #14（クレイトン・ショー、オーティス・レッドマン医師）
  - シーズン2 #17（アラン・ブレイヴァーマン）
  - シーズン6 #5（シップマン）
- フレンズ（ディーン・リプソン園長〈フレッド・ウィラード〉）
- 弁護士シャノン（ウィルマー・スレード〈リチャード・エドソン〉）
- 冒険野郎マクガイバー
  - シーズン1 #4（大尉）、#21（ロパト〈ティム・ロソヴィッチ〉）
  - シーズン2 #2（ラルフ）、#14（エリック）、#17（アル）
  - シーズン4 #5（ジェフ・ストーン〈パトリック・ウェイン〉）
- ホミサイド/殺人捜査課（エド・ダンバース検事〈ジェリコ・イヴァネク〉）
- ミス・マープル
  - 牧師館の殺人（ホウズ副牧師）
  - 鏡は横にひび割れて（ホウズ牧師）
- ヤングライダーズ（ウィルクス、テイラー、ゴードン 他多数）
- ユーリカ 〜事件です!カーター保安官〜（ジェームズ・マンスフィールド〈バークレイ・ホープ〉）
- ロック、ストックシリーズ（デレク叔父さん〈ニック・ブリンブル〉）
  - ロック、ストック&フォー・ストールン・フーヴズ
  - ロック、ストック&スパゲッティ・ソース
  - ロック、ストック&ワン・ビッグ・ブロック（配管工、スペシャル・ブリュー〈クライヴ・ラッセル〉）
- わんぱくフリッパー シーズン1 #8（ジム・ローマン）※VHS版

#### アニメ
- 怪盗カルメンサンディエゴ（英軍隊長、科学者）
- 新くまのプーさん（店主）
- スヌーピーとチャーリー・ブラウン（シャーミー）
- 地上最強のエキスパートチーム G.I.ジョー（トルペード、トーチ）
- チップとデールの大作戦（エルボー）※新吹き替え版
- トムとジェリーキッズ
- トムとジェリーの大冒険
- ドン・キホーテ（男）
- 長靴をはいた猫（ジャン）
- バットマン（ゴリアテ）
- ミュータント・タートルズ（1987年東和ビデオ版）（バーン部長〈2代目〉）
- ルーニー・テューンズ（ナレーター）

### パチンコ・パチスロ
- パチスロキン肉マン〜キン肉星王位争奪編〜（ラーメンマン）

### 特撮
- 救急戦隊ゴーゴーファイブ（花粉サイマ獣バイラの声）

### テレビドラマ
- 特別機動捜査隊 第459話「裸の狂宴」（1970年、NET）
- プレイガール 第88話「夕陽に消えた憎い奴」（1970年、東京12チャンネル）

### ボイスオーバー
- 人類、月に立つ（NHK-BS2）
- BS世界のドキュメンタリー（NHK-BS1）
- BBCセレクション
- 知への旅

### 舞台
- 桜の園
- 日本三文オペラ
- ぐるーぷえいと公演
  - わが町（第五回公演） - 進行係
  - にしん場（第六回公演） - 青森
  - 騎兵たち（第七回公演） - ピエトロ

### その他コンテンツ
- 機動戦士ガンダム0079カードビルダー（チャップ・アデル、レオン・リーフェイ、ウラガン）
- クレージー・リー 極道戦士、翔ぶ! 角川カセットブック（トロイ）
- 明治製菓（CMナレーション）

### シリーズ一覧
1. ↑  『GGENERATION』（1998年）、『ZERO』（1999年）、『F』（2000年）、『F.I.F』（2001年）、『NEO』（2002年）、『SEED』（2004年）、『PORTABLE』（2006年）、『SPIRITS』（2007年）、『WARS』（2009年）、『WORLD』『3D』（2011年）、『OVER WORLD』（2012年）、『GENESIS』（2016年）、『ETERNAL』（2025年）

### 初出話一覧
1. ↑  第4話初出